# 小黄鱼
小黄鱼（学名：Larimichthys polyactis）为輻鰭魚綱鱸形目石首鱼科黄鱼属的鱼类，俗名黄花鱼、小黄花鱼、厚鳞仔、大眼、花鱼、古鱼。被選為世界自然基金會的海洋十寶之一。

## 特征
本魚體側扁，口大，唇橘色。魚體背部色較深，為黃褐色，腹部金黃色。尾柄細長，尾鰭楔形，與大黃魚極為相似，背鰭硬棘10-11枚；背鰭軟條31-36枚；臀鰭硬棘2枚；臀鰭軟條9-10枚；脊椎骨28-30個，體長可達40公分。頭部有兩顆骨質小珠子。

## 分布
本魚分布于西北太平洋區，尤其中国东海、黄海、渤海等海域，屬于暖水性底层鱼类。其多生活于水深不超过105米以及软泥或泥沙底质的海区。该物种的模式产地在上海。

## 习性与食物
冬季在深海越冬，春季向沿岸洄游，3－6月间产卵后，分散在近海索饵，秋末返回深海。
是一种主要以糠虾、毛虾以及小型鱼类为食的肉食性鱼。

## 用途
小黄鱼的肉可供食用，为经济鱼类。鳞可以制造鱼鳞胶、珍珠素，鳔可以制鱼鳔胶，精巢可以制鱼精蛋白等。亦可作魚酥。